# Остречная
Остречная (бур.  ) — посёлок железнодорожной станции Остречная в муниципальном районе «Могойтуйский район» Агинского Бурятского округа в Забайкальском крае России.
Входит в состав сельского поселения «Хила».

## География
Остречная находится в центре района, в долине реке Ага, на расстоянии около 8 км к северо-западу от посёлка Ага.
Климат
характеризуется как резко континентальный с умеренно жарким летом и продолжительной морозной малоснежной зимой. Средняя температура воздуха самого холодного месяца (января) составляет −22 — −26 °C; самого тёплого месяца (июля) — 18-20 °C. Также наблюдаются большие перепады сезонных и суточных температур, недостаточная увлажненность, большая сухость воздуха и значительное число солнечных дней в году. Вегетационный период 150 дней и более

## История
Образовано в 1904 как разъезд № 70.

## Население
| 1989 | 2002 | 2010 | 2021 |
| ---- | ---- | ---- | ---- |
| 68   | ↘62  | →62  | ↘54  |

национальный состав
Согласно результатам переписи 2002 года, в национальной структуре населения русские составляли 98 % от 62 чел..

## Инфраструктура
Экономика
Путевое хозяйство. Работал гравийный карьер

## Транспорт
Посёлок находится при станции Остречная железной дороги Тарская — Забайкальск.
Выезд на федеральную автотрассу А-350.